# Comitatul Lac Ste. Anne, Alberta
Comitatul Lac Ste. Anne, din provincia Alberta, Canada  este un district municipal situat central în Alberta. Districtul se află în Diviziunea de recensământ 13. El se întinde pe suprafața de  2,845.61 km2  și avea în anul 2011 o populație de 10,260 locuitori.
Cities Orașe
--
Towns Localități urbane
- Mayerthorpe
- Onoway

Villages Sate
- Alberta Beach

Summer villages Sate de vacanță
- Birch Cove
- Castle Island
- Nakamun Park
- Ross Haven
- Silver Sands
- South View
- Sunrise Beach
- Sunset Point
- Val Quentin
- West Cove
- Yellowstone

Hamlets, cătune
- Cherhill
- Glenevis
- Green Court
- Gunn
- Rich Valley
- Rochfort Bridge
- Sangudo

Așezări
- Ardea Park
- Arndt Acres
- Aspen Hills
- Ballantine
- Balm
- Bay Bridge Park
- Bilby
- Birchwood Estates
- Cheviot Hills
- Cheyenne Estates
- Connor Creek
- Corsair Cove Subdivision
- Cosmo
- Darbyson Estates
- Darwell
- Darwell Rolling Woods
- Fern Valley Trailer Park
- Forest West
- Glenford
- Glenister
- Golden Glen Estates
- Hansen-Mayer
- Heatherdown
- Heldar
- Highland Park Subdivision
- Hillview Estates
- Hoffman Beach
- Home Acres
- Horne Beach
- Jalna
- Johnston Park
- Jones Beach
- Lac la Nonne
- Lac Ste. Anne
- Lac Ste. Anne Settlement
- Lake Isle
- Lake Majeau
- Lakewood Estates
- Laurentian Heights
- Lisburn
- Louden Park
- Manly
- Mayfair Park
- Mission Creek Estates
- Nakamun
- Noyes Crossing
- Noyes Crossing Estates
- Padstow
- Paradise Estates
- Peavine
- Pembridge
- Robinson
- Ronan
- Roydale
- Spruce Lane
- Stanger
- Ste Anne
- Stettin
- Tri Lakes Manor
- Valhalla Acres
- Warawa Estates
- Woodland Bay

1. 1 2  Population and dwelling counts, for Canada, provinces and territories, and census subdivisions (municipalities), 2016 and 2011 censuses – 100% data (în engleză), 20 februarie 2019